# Zadruga (ruch)
Ruch Nacjonalistów Polskich Zadruga, Zadruga – polski ruch o charakterze nacjonalistycznym i neopogańskim, zapoczątkowany w 1937 przez Jana Stachniuka. Zadruga uważana jest za najbardziej prężny ruch neopogański w okresie międzywojennym. W latach 1937–1939 ruch skupiony był wokół miesięcznika „Zadruga”. Jego liczebność przed II wojną światową oceniano na ok. 300 osób. Czołowymi zadrużanami byli Jan Stachniuk, Józef i Stanisław Grzanka, Tadeusz Then, Bogusław Stępiński oraz Antoni Wacyk i Janina Kłopocka.

## Koncepcje Zadrugi
Zadruga to koncepcja historiozoficzna i zarazem ruch społeczny, będący rodzajem niechrześcijańskiego nacjonalizmu polskiego. Sama nazwa pochodzi od słowiańskiej instytucji ekonomiczno-społecznej, reliktowo zachowanej u Słowian Południowych do XIX wieku. Użycie tej nazwy w chwili powstawania ruchu wiązało się z chęcią podkreślenia wartości wspólnoty oraz nawiązania do słowiańskich źródeł kultury polskiej. W odniesieniu do ruchu społecznego mówimy też o „ruchu zadrużnym”.
Stachniuk chciał przeciwdziałać „nożycom potencjału”, jak określał zagrożenie ze strony dynamicznie rozwijających się i zbrojących do wojny Niemiec hitlerowskich i ZSRR. Uważał, że narody zachodniej Słowiańszczyzny znajdują się w stanie upadku cywilizacyjnego, spowodowanego głównie przez rzymski katolicyzm, i nie potrafią przeciwstawić się wyzwaniu. Przewidywał najazd agresywnych sąsiadów i podział Polski. Chciał stworzyć ideę, która miała narody słowiańskie odrodzić i połączyć.
Filozofia Stachniuka (kulturalizm) opierała się na opozycji między „kulturą” (tzn. twórczym i dynamicznym przekształcaniem rzeczywistości) a „wspakulturą” (czyli tendencjom stagnacyjnym i społecznej apatii). Zdaniem Stachniuka o losie narodów decyduje ich zbiorowa psychika, ukształtowana przez „ideomatrycę”, za którą odpowiada dominująca w społeczeństwie religia. Analizując psychologiczną treść wierzeń religijnych, Stachniuk uznał „antycywilizacyjny” charakter katolicyzmu, który – jego zdaniem – gloryfikuje, propaguje i utrwala eskapizm, gnuśność i konsumpcjonizm, a w konsekwencji prowadzi do materialnego ubóstwa i cywilizacyjnego zacofania. Przezwyciężenie tego „niżu cywilizacyjnego” miało nastąpić poprzez zmianę „ideomatrycy”, którą oprzeć chciał na wartościach heroizmu i kolektywizmu.
Projekty polityczne Zadrugi (zadrugizm) miały charakter etatystyczny i totalistyczny. „Narodowa Wspólnota Tworząca” miała mieć charakter skrajnie scentralizowany, jednak przy tym oparty na „zbiorowym entuzjazmie” (a więc oddolny). Gospodarka byłaby upaństwowiona i planowa, co miało pozwolić na wielką modernizację i stworzenie zaawansowanej technologicznie cywilizacji. W okresie międzywojennym za grupę najbliższą swoim poglądom (mimo różnic religijnych) uważała Falangę.

### Źródła idei
Wyraźne są wpływy F.W. Nietzschego w aspekcie krytyki chrześcijaństwa oraz ideału osobowego jednostki, przy odrzuceniu jednak nietzscheańskiego skrajnego indywidualizmu (sam określił swoją koncepcję mianem „kolektywnego nietzscheanizmu”). Zauważalny jest wpływ Stanisława Brzozowskiego, zwłaszcza z ostatniej fazy rozwojowej myśli tegoż („nacjonalizm proletariacki”). Za istotny należy uznać wpływ Maxa Webera, zwłaszcza jego prac o związku między etyką protestancką a rozwojem gospodarczym. Jego refleksje o roli mitu w historii podobne są myśleniu Georges’a Sorela. Wreszcie odwołując się do słowiańskich źródeł kultury polskiej miał szereg poprzedników od czasów romantyzmu (Zorian Dołęga Chodakowski, Ryszard Berwiński, Bronisław Ferdynand Trentowski).

### Główne idee

#### Antropocentryzm
Człowiek jest czołem ewolucji świata. Zadruga jest antropocentryczna, gdyż uważa człowieka za jedynego twórcę i potencjalnego gospodarza swoich dziejów.

#### Kultura i wspakultura
Kultura jest historycznym procesem uprawy człowieka tak, aby zwiększała się jego moc sprawcza, panowanie nad naturą. Przejawia się w kulturowytworach. To, co sprzyja przyrostowi mocy sprawczej człowieka, należy do sfery kultury, zaś to, co sprzyja obecnym w człowieku (jak u wszystkich ssaków) tendencjom do bytowania jedynie na poziomie wegetacji, kwietystycznym – jest wspakulturą.
Chrześcijaństwo jest wspakulturą głównie z uwagi na spirytualizm i wszechmiłość. Ale w cywilizacji zachodu znana jest od XVIII w. wspakultura laicka – oświecenie, wysuwające na plan pierwszy personalizm i wszechmiłość oraz hedonizm, ale w połączeniu z ateizmem, deizmem lub agnostycyzmem. Ta formacja dominuje obecnie w kulturach wywodzących się z Europy Zachodniej. Postulat nawiązania do słowiańskich źródeł kultury wynika z faktu, że przedstawiają one sobą zdrowy czynny stosunek wobec życia, (który w szczytowej formie przejawił się w antycznej Grecji) nie zaś z tego, że same w sobie jako słowiańskie miałyby być lepsze. Ten sam stosunek przejawił się zresztą u innych ludów indoeuropejskich, stanowiąc element ich wspólnego dziedzictwa, który powierzchownie schrystianizowany stał się jedną z istotnych części składowych cywilizacji zachodniej. Nawiązanie to oznacza powrót do ducha przedchrześcijańskiego – i w tym sensie można mówić o Zadrudze jako o koncepcji neopogańskiej. Jednak – co trzeba podkreślić – nie proponowano powrotu do ówczesnego świata form wyrażających tego ducha – tj. kultu i obrzędowości. Należy podkreślić, że prawosławie jest z punktu widzenia zadrużnego nawet bardziej wspakulturowe niż katolicyzm – choćby z uwagi na obecną w nim ideę „raba (niewolnika) bożego” i podkreślenie wartości cierpienia jako czegoś rzekomo uszlachetniającego. Dlatego wszelkie koncepcje odrodzenia kultury słowiańskiej z udziałem pierwiastka prawosławnego są sprzeczne z duchem Zadrugi. Wykracza poza wspakulturowość protestancka etyka pracy i obowiązku, którą szkoła zadrużna uważa (za M. Weberem) za motor rozwoju tych krajów, gdzie zwyciężyła.

#### Naród i nacjonalizm
Naród jest bytem rzeczywistym, istniejącym w wypadku Polaków od średniowiecza, na bazie jeszcze starszych wspólnot. Jednostka ma wobec niego obowiązki niezbywalne – pod tym względem Zadruga podziela opinie wczesnej endecji (Zygmunta Balickiego i Romana Dmowskiego), na którą się powoływała w opozycji do jej późniejszej ewolucji w stronę formacji narodowo-katolickiej.
Nacjonalizm jest postawą naturalną, nie oznacza on jednak szowinizmu, który Zadruga odrzucała.

#### Charakter narodu – źródło jego zwycięstwa lub klęski
Zadruga podkreśla i uzasadnia tezę, że to od wytwarzanego przez kulturę charakteru danej zbiorowości zależy – w ostatecznej instancji – jej los. Inne czynniki (geograficzne, przyrodnicze, antropologiczne) mają znaczenie wtórne. Ponieważ charakter narodowy wytwarzany jest przez kulturę i przekazywany kolejnym pokoleniom poprzez system wychowawczy („ideomatrycę”), to kultura ostatecznie decyduje o słabości lub sile danej zbiorowości, a zatem o jej powodzeniu dziejowym. W obrębie kultury zwłaszcza religia – choćby z racji jej powszechności – najwięcej wpływa na rysy charakteru zbiorowego.

##### Zwichnięcie charakteru polskiego w końcu XVI w.
Zwycięstwo kontrreformacji w Polsce (XVI/XVII w.) zmieniło polski charakter narodowy, gdyż w masach uległy uwewnętrznieniu ideały katolickie oraz utożsamiono katolicyzm z polskością. Polak w masie przestał kierować się interesem narodu i racją stanu, a zaczął interesem Kościoła katolickiego. Był Polakiem językowo i biologicznie, w jakiejś mierze kulturowo (obyczajowość), ale politycznie – tylko katolikiem. Publicystyka zadrużna mówiła o typie „polakatolika”. Zobojętnienie na sprawy narodu i państwa (przy niezobojętnieniu na dobro Kościoła) widoczne jest choćby w porównaniu nakładów społeczeństwa polskiego XVIII w. na wojsko (małe) i na Kościół (duże). Zmiana charakteru narodu zrodziła wszechstronny upadek doby saskiej, zakończony rozbiorami. Warunkiem odbudowy samodzielnej siły Polaków jest więc przemiana ich kultury i mentalności.

#### Postulat przebudowy kultury narodowej
Przebudowa kultury narodowej miała wg założeń Zadrugi wytworzyć w swoich skutkach nowy typ Polaka, stanowiącego pełnowartościowy materiał ludzki dla budowy nowego społeczeństwa polskiego – Narodowej Wspólnoty Tworzącej. Bezklasowy naród, ale zorganizowany hierarchicznie i zdyscyplinowany głównie mocą wewnętrznego przekonania, mniej zaś państwowego przymusu.

#### Nadnaród
Rozszerzenie się koncepcji zadrużnych na inne narody słowiańskie mogło spowodować w dalekiej przyszłości i polityczne zjednoczenie i wytworzenie się „nadnarodu”. Koncepcja ta, podobnie jak większość koncepcji ściśle politycznych Stachniuka, nigdy nie została dopracowana pozostając na etapie ogólnej idei. Nietrudno odnaleźć tutaj nawiązanie do ideałów panslawizmu i neoslawizmu.

## Historia Zadrugi
Zadruga przez cały okres swojego istnienia pozostała niesformalizowanym ruchem – nigdy nie była organizacją, nie posiadała bowiem cech charakterystycznych dla organizacji, np. formalne kryteria członkostwa czy statut. Była środowiskiem zwolenników określonych idei, a w toku swojego rozwoju wywierała wpływ na określone organizacje.

### II Rzeczpospolita
W latach 1937–1939 środowisko skupiało się wokół warszawskiej redakcji pisma „Zadruga”. Istniały też grupy zwolenników w kilku miastach Polski, w tym w Łodzi, zorganizowana przez Bogusława Stępińskiego. Pozostała środowiskiem marginalnym, oceniana na paręset osób w całym kraju. Nawiązana wówczas współpraca ze środowiskiem artysty Stanisława Szukalskiego („Szczep Rogate Serce” i pismo „Krak”) dość szybko ustała, jednak trwałą jej pozostałością jest symbol Toporła, używany przez Zadrugę i środowiska do niej się odwołujące. Członkowie Zadrugi przyjmowali też imiona słowiańskie, niekiedy podczas okupacji pełniły one rolę ich konspiracyjnych pseudonimów.

### II wojna światowa

#### W kraju
Zadrużanie, którzy po wrześniu 1939 znaleźli się w Warszawie skupieni wokół Stachniuka, rozpoczęli akcję odbudowy środowiska pomyślanego początkowo głównie jako ruch intelektualny. Kolportowano „Dzieje bez dziejów” i organizowano nieformalne kluby dyskusyjne. Napływ młodych ludzi, dążących do szybkiego przejścia od szkolenia i pracy programowej do czynnej walki („kosynierzy”) powodował konieczność ujęcia środowiska w ramy organizacyjne. Grupa młodszych zadrużan utworzyła Pokoleniowy Ruch Młodych, który niebawem połączył się z Ruchem Miecza i Pługa. Nawiązano kontakt z marginalnym Polskim Związkiem Wolności, ale najbardziej istotna współpraca środowiska zadrużnego zaistniała z grupą „Zryw” – kierowanym przez działaczy b. Narodowej Partii Robotniczej (Zygmunt Felczak „Bożydar”, Feliks Widy-Wirski „Rosław”) odłamem Stronnictwa Pracy. Wiosną 1943 środowisko „Zrywu” powołuje Stronnictwo Zrywu Narodowego a w maju 1943 organizacja wojskowa „Kadra Polski Niepodległej” stała się „wojskówką” SZN. To sprawia, że scalenie KPN z AK (w 1943) nastąpiło na zasadach jak dla organizacji wojskowych partii politycznych – tj. z zachowaniem kierownictwa politycznego przez SZN nad KPN, a zwierzchnictwo AK nad oddziałami KPN dotyczyło spraw ściśle wojskowych. Powołano też młodzieżówkę SZN – Związek Młodzieży „Zryw” (Tadeusz Jędrzejewski „Wszebor”) oraz zalążkową organizację związkową.
Stachniuk stał się jednym z głównych autorów organu prasowego SZN – „Zryw” i KPN – „Kadra”. Działacze Zadrugi byli istotną częścią aktywu KPN i SZN oraz silnie wpływali na ich oblicze ideowe, należy jednak podkreślić, że nie można tych organizacji utożsamiać z Zadrugą. Ze względu na warunki wojenne oraz odbiór w społeczeństwie zrezygnowano z akcentowania niektórych idei ruchu. W Powstaniu warszawskim KPN wystawiła kompanię na bazie wcielonych do AK żołnierzy KPN, w ramach Zgrupowania mjr „Bartkiewicza” (Śródmieście Płn., rejon obecnego Muzeum Etnograficznego). Tam walczyli m.in. Jan Stachniuk „Stoigniew”, Teodor Jakubowski „Wodzibor”, Feliks Widy-Wirski „Rosław”.

#### W obozach koncentracyjnych
Przedwojenny zadrużanin Bogusław Stępiński, aresztowany przez Gestapo w 1940 roku i osadzony w KL Dachau i KL Sachsenhausen propagował idee Zadrugi wśród współwięźniów. Pozyskał zwolenników i stworzył grupę samokształceniową. Po wyzwoleniu obozu zadrużanie byli wśród grupy Polaków, którzy złożyli wieniec przy pomniku księcia Niklota na Zamku w Schwerinie. Środowisko to wydawało w latach 1945–1946 biuletyny: „Arkona”, „Zaranie”, „Kuźnia”, „W Drodze” i „Stanica”.

#### Na emigracji
W Szkocji Antoni Wacyk wraz ze skupionym wokół niego zespołem (Tadeusz Then, Wilhelm Kwaterniak „Unibor”) wydawał biuletyn „Goreją Wici” (1944), propagujący idee zadrużne. W 1945 r. w Szkocji opublikował książkę „Kultura bezdziejów”, będącą popularnym wykładem poglądów Zadrugi na historię Polski i Słowiańszczyzny.

### Okres powojenny i PRL
W rządzonym przez komunistów kraju nie udało się odtworzyć środowiska zadrużnego w zorganizowanej i legalnej postaci. W okresie przejściowym – gdy PPR miała do czynienia z silną opozycją zbrojną, a ze względów taktycznych dopuszczano opozycję legalną – środowisko wykorzystywało legalną trybunę, jaką było kierowane przez T. Jędrzejewskiego pismo „Zryw” (1946–47, Poznań). Była to jawna kontynuacja wydawanego przez SZN podziemnego periodyku. Zespół pisma określał się jako ruch neonarodowy, pisał tam m.in. Jan Stachniuk (pod pseudonimami). Podobną rolę pełniło wydawane pod auspicjami Zygmunta Felczaka w Bydgoszczy pismo „Arkona”. Środowisko „Zrywu” bliskie było postawom pozytywistycznym, akcentując konieczność wzmocnienia potencjału kulturowo-cywilizacyjnego Polski w istniejących realiach. Fakt, że dwaj działacze SZN jako przedstawiciele Stronnictwa Pracy otrzymali funkcje wojewodów (Felczak – Bydgoszcz, Widy-Wirski – Poznań) pozwalał na wspieranie przez nich działalności pisarskiej Stachniuka. Przemiany polityczne – stalinizacja (sowietyzacja) życia w kraju, czego jednym z wielu przejawów było m.in. aresztowanie w 1949 grupy zadrużan (Stachnkiuk, Stępiński, Janina Kłopocka, Teodor Jakubowski) i ich proces w 1952, zakończyły ten etap istnienia środowiska.
Po odwilży gomułkowskiej w 1956 zadrużanie tworzyli nieformalne środowisko intelektualne. Po śmierci „Stoigniewa” ośrodkiem nieformalnego środowiska zadrużan był Wrocław, gdzie po wojnie osiedlił się Antoni Wacyk. Gromadził dokumenty dot. dziejów Zadrugi, utrzymywał kontakt z zadrużanami nadal pozostającymi przy swoich przekonaniach. Napisał (nie wydaną dotąd w całości) biografię Stachniuka złożoną w Bibliotece Jagiellońskiej, której odpisy krążyły wśród zainteresowanych zagadnieniem. Próby wykorzystania form legalnych do odtwarzania środowiska podjęte we Wrocławiu w latach 80. (Towarzystwo Miłośników Kultury Słowiańskiej – Maciej Czarnowski „Sławomir”, Józef Brueckman „Jarosław”) nie udały się. Niektóre wątki ideologii zadrużnej wykorzystywał Bernard vel Bolesław Tejkowski w konstruowaniu swojej wersji świeckiego nacjonalizmu polskiego. Przebywający od czasów wojny na emigracji w Londynie Wilhelm Kwaterniak wydawał w latach 1980–1983 zadrużny biuletyn „Samoobrona”, o znikomym zasięgu.

### III Rzeczpospolita
Po 1989, do ideologii Zadrugi odwołują się bądź odwoływały między innymi następujące organizacje: Wydawnictwo Toporzeł, Unia Społeczno-Narodowa czy Stowarzyszenie na rzecz Tradycji i Kultury „Niklot”.

#### Rodzimowierstwo słowiańskie
W 1996 roku zarejestrowany został rodzimowierczy związek wyznaniowy Zrzeszenie Wiary Rodzimej, którego założycielami byli zadrużanie Stanisław Potrzebowski oraz Maciej Czarnowski – członek międzywojennej Zadrugi.
Ponadto, Potrzebowski w swojej książce Słowiański ruch Zadruga zwraca uwagę na wpływ Zadrugi na rodzimowierstwo słowiańskie. Stwierdza on, że łącznikiem pomiędzy Zadrugą a rodzimowierstwem słowiańskim jest pokrywający się kanon wartości, a także wskazuje na uznanie ze strony polskich i ukraińskich ugrupowań rodzimowierczych, z jakim spotkała się działalność Zdzisława Słowińskiego – założyciela Wydawnictwa Toporzeł, dzięki któremu możliwe było odrodzenie myśli zadrużnej w III RP. Zdaniem Potrzebowskiego, powołanie w 1998 roku w Wilnie Światowego Kongresu Religii Etnicznych (przekształconego później w Europejski Kongres Religii Etnicznych), między innymi przez przedstawicieli Rodzimej Wiary, pokrywało się z marzeniem Stachniuka „o odnowie jedności aryjskich ludów”, a szereg wspólnych inicjatyw rodzimowierców słowiańskich z różnych państw, jak np. Rodowy Wiec Słowian, stanowią urzeczywistnienie społeczno-politycznego programu Zadrugi sprzed II wojny światowej.

## Członkowie ruchu

### Zadrużanie
- Maciej Czarnowski
- Ludwik Gościński
- Tadeusz Jędrzejewski
- Janina Kłopocka
- Czesław Marchaj
- Jan Stachniuk
- Antoni Wacyk

### Współpracownicy
Osoby w różnym okresie zbliżone do Zadrugi:
- Stanisław Szukalski
- Zygmunt Felczak
- Feliks Widy-Wirski
- Włodzimierz Skoczylas